# Viktor Ferdinand Schiffner
Viktor Ferdinand Schiffner, auch Victor Félix Schiffner, (* 10. August 1862 bei Böhmisch-Leipa; † 1. Dezember 1944 in Baden bei Wien) war ein österreichischer Bryologe und Botaniker. Sein offizielles botanisches Autorenkürzel lautet „Schiffn.“

## Leben
Schiffner studierte ab 1880 Zoologie und Botanik an der Deutschen Universität in Prag und wurde dort 1887 promoviert und 1888 in systematischer Botanik habilitiert. Er war in Prag Assistent von  Moritz Willkomm am Botanischen Garten. Im Jahr 1891 wurde er zum Mitglied der Deutschen Akademie der Naturforscher Leopoldina gewählt.
1893/94 war er auf Forschungsreise in Java und Sumatra (Herbarium von Buitenzorg), wobei er besonders Lebermoose sammelte. 1896 wurde er außerordentlicher Professor in Prag. 1901 nahm er an einer Expedition der Österreichischen Akademie der Wissenschaften nach Südbrasilien teil (Leitung  Richard Wettstein). 1902 wurde er außerordentlicher und 1904 ordentlicher Professor für systematische Botanik an der Universität Wien. 1932 wurde er emeritiert.
Er befasste sich vor allem mit der Systematik von Lebermoosen. Seine Sammlungen aus Indonesien beschrieb er in Hepaticum Archipelagi Indici (1898 bis 1900), seine Arbeit über die Lebermoose Brasiliens wurde 1964 von Sigrid Arnell vervollständigt und veröffentlicht. Er befasste sich auch mit Mykologie und Systematik von Meeresalgen (Adria) und Blütenpflanzen. 1918 gründete er mit Heinrich Lohwag die Gesellschaft der Pilzfreunde (später Mykologische Gesellschaft). Ab den 1920er Jahren veröffentlichte er naturphilosophische Schriften.
Er verfasste den Band Lebermoose (Hepaticae) in Adolf Engler, Karl Anton Prantl Die natürlichen Pflanzenfamilien.
Sein Herbarium von 50.000 Moosen und besonders Lebermoosen ging 1931 durch Kauf an die Harvard University.

## Ehrungen
Nach ihm benannt sind die Moosgattungen Schiffneria Stephani, Schiffnerina Kuntze, Schiffneriolejeunea Verd. und die Pilzgattungen Schiffnerula Höhn. und Phaeoschiffnerula Theiss.

## Schriften
- Botanik, Wien, 2. Auflage 1919
- Giftige und essbare Pilze, Wien 1918
- Giftige und essbare Beeren, Wien 1918
- Die Speise-Schwämme und ihre Doppelgänger, Krakau 1943
- Die Existenzgründe der Zellbildung und Zellteilung, der Vererbung und Sexualität, Jena: G. Fischer 1926
- Die Probleme des Raumes und der Zeit und die Vorstellung der realen Unendlichkeit, Leipzig: Voigtländer 1934
- Das Wesen des Alls und seiner Gesetze, Leipzig : Voigtländer, 1932
- Relativitäts-Prinzip und Gravitations-Problem, Voigtländer, 1931
- Neo-Darwinismus metaphysisch begründet durch das Allgemeine Zweckmässigkeitsgesetz, Jena : G. Fischer, 1926